# Барановский, Август Николаевич
А́вгуст Никола́евич Барано́вский (1830—1897) — русский метеоролог.

## Биография
Родился в 1830 году в Минской губернии. Происходил из старинного дворянского рода Барановских.
Образование получил в Минской гимназии и на физико-математическом факультете Киевского университета Св. Владимира. 
В 1878—1883 годах был адъюнктом Главной физической обсерватории. С 1884 года состоял хранителем кабинета физической географии в Санкт-Петербургском университете; утверждён в должности в январе 1886 года; ассистент кафедры метеорологии. Одновременно, был секретарём метеорологической комиссии Русского географического общества и вёл обработку всех издаваемых комиссией сельскохозяйственно-метеорологических наблюдений.
В качестве помощника заведующего метеорологическою частью в экспедиции генерала Жилинского по орошению юга России и Кавказа (летом 1893 года), Барановский руководил устройством целого ряда метеорологических станций на юге России.
Напечатал следующие труды: «Очерк климата Нижегородской губернии» (СПб., 1886), «Главные черты климата чернозёмных областей России» (СПб., 1891), «Очерк климата Полтавской губернии».
Скончался в 1897 году.